# HD 209458 b
HD 209458 b (soprannominato Osiride od Osiris) è un pianeta extrasolare che orbita intorno alla stella HD 209458, una nana gialla simile al Sole di magnitudine 8 visibile nella costellazione di Pegaso, che dista circa 150 anni luce dal sistema solare.
Il pianeta orbita ad una distanza di appena 7 milioni di chilometri dalla stella, circa 0,047 unità astronomiche (UA); il suo raggio è dunque un ottavo del raggio dell'orbita di Mercurio attorno al Sole. Una tale vicinanza alla stella madre fa sì che un anno su questo pianeta equivalga a circa 3,5 giorni terrestri, e che sulla sua superficie vi sia una temperatura molto elevata, pari a circa 1000 K. La massa del pianeta è 220 volte quella della Terra (circa 0,65 volte la massa di Giove), il che indica che si tratta quasi sicuramente di un gigante gassoso.
HD 209458 b costituisce una "pietra miliare" nella ricerca di mondi extraterrestri: è infatti il primo pianeta extrasolare scoperto durante il suo transito sul disco della stella madre ed il primo la cui atmosfera sia stata confermata e studiata direttamente mediante tecniche spettroscopiche. Le indagini hanno rivelato che essa è costituita principalmente da idrogeno, con discrete quantità di ossigeno e carbonio. L'eccessiva vicinanza alla stella, tuttavia, la espone alla forza del vento stellare, che la trascina via generando, in direzione opposta, una lunga coda di gas; pertanto, si stima che in un lontano futuro HD 209458 b possa diventare un pianeta ctonio. L'enorme irraggiamento è inoltre responsabile di intensi venti carichi di monossido di carbonio (CO), che raggiungono velocità comprese tra 5000 e 10000 km/h. Sulla base di nuovi modelli teorici, sviluppati nell'aprile 2007 a seguito delle scoperte effettuate mediante l'indagine spettroscopica, è stata avanzata l'ipotesi che nell'atmosfera del pianeta possano essere presenti tracce di vapore acqueo, ipotesi poi confermata dai dati osservativi nella seconda metà del 2009.

## Scoperta

### Transiti

Un esempio di transito planetario col relativo calo di luminosità della stella madre.

Il pianeta è stato scoperto grazie a studi spettroscopici il 5 novembre 1999. In precedenza, gli astronomi avevano reso noti i dati delle misure fotometriche di parecchie stelle (tra cui HD 209458) intorno alle quali si riteneva che potessero orbitare dei pianeti, nella speranza di riuscire ad osservare un calo della luminosità, segno di un transito del pianeta sulla superficie della stella e dunque prova dell'esistenza stessa del pianeta. L'iniziale insuccesso di questi tentativi dipende dal fatto che l'orbita del pianeta ha un'inclinazione tale da non favorire i transiti.
Poco dopo la scoperta, due squadre separate, una condotta da David Charbonneau e Timothy Brown, l'altra capitanata da Gregory W. Henry, furono finalmente in grado di rilevare un transito del pianeta attraverso la superficie della stella; si trattava del primo transito di un pianeta extrasolare mai osservato. Il 9 e il 16 settembre 1999 la squadra di Charbonneau misurò un calo dell'1,7% nella luminosità di HD 209458; l'8 novembre la squadra di Henry rilevò il medesimo calo di luminosità e determinò accuratamente la durata del transito: ogni transito dura circa tre ore, ed il pianeta copre circa l'1,5% della superficie della stella.
Le numerose misurazioni della velocità radiale svolte dal satellite Hipparcos hanno permesso agli astronomi di calcolare con estrema precisione il periodo orbitale del pianeta, 3,524736 giorni terrestri.

### Individuazione diretta

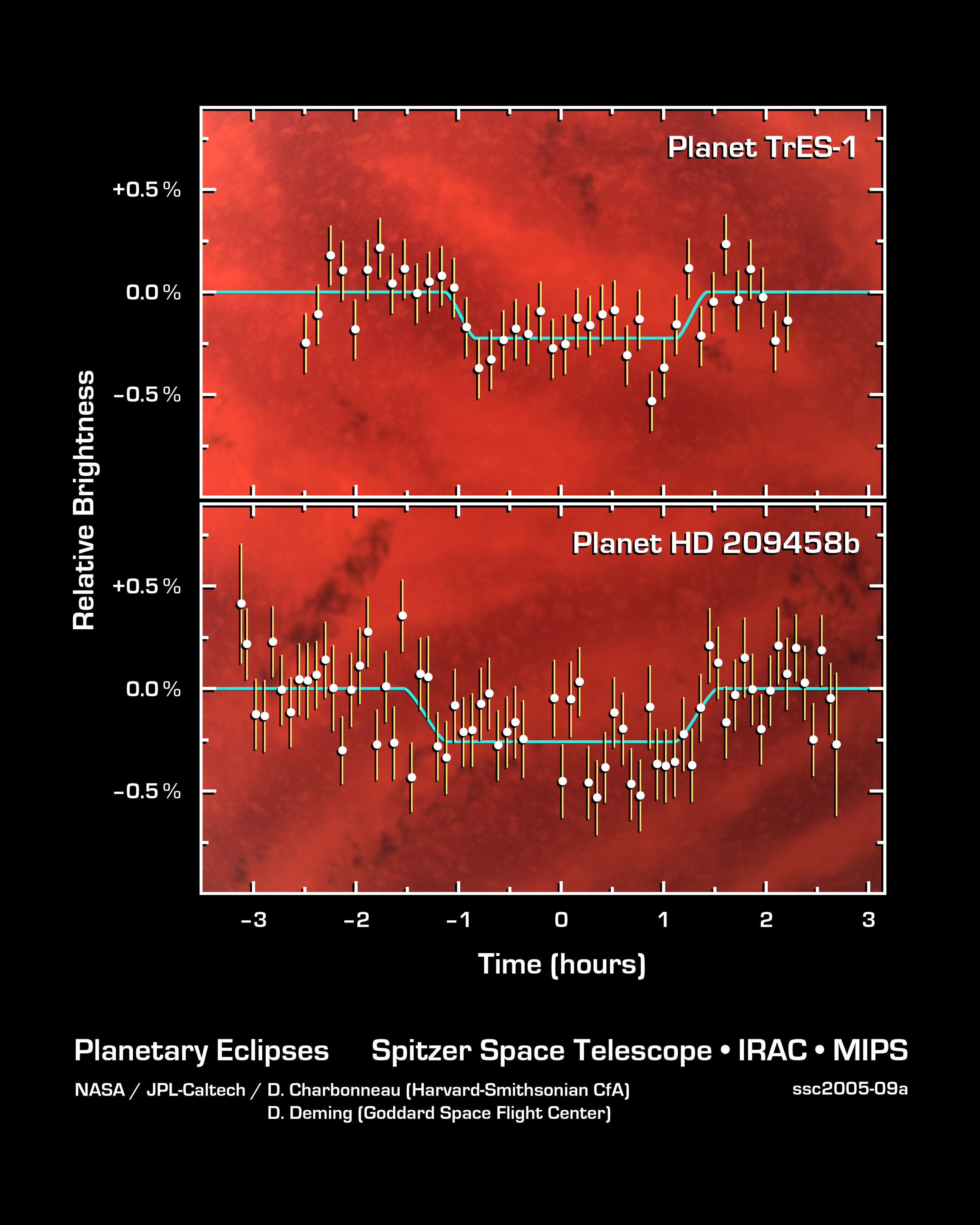
La curva di luce di HD 209458 b raffrontata con quella di TreS-1b. SST, NASA/ESA

Il 22 marzo 2005 la NASA ha reso note le rilevazioni condotte dal telescopio spaziale Spitzer dell'emissione infrarossa del pianeta: era la prima rilevazione della luce proveniente da un pianeta extrasolare. Questo risultato è stato ottenuto misurando la radiazione totale della stella madre e notando la differenza di luminosità tra il momento in cui non vi è transito e il momento in cui il pianeta transita sul disco stellare. Nuove misurazioni ottenute dall'osservazione hanno stabilito la temperatura del pianeta intorno ai 1000 kelvin (K); tali rilevazioni hanno inoltre confermato la circolarità della sua orbita.

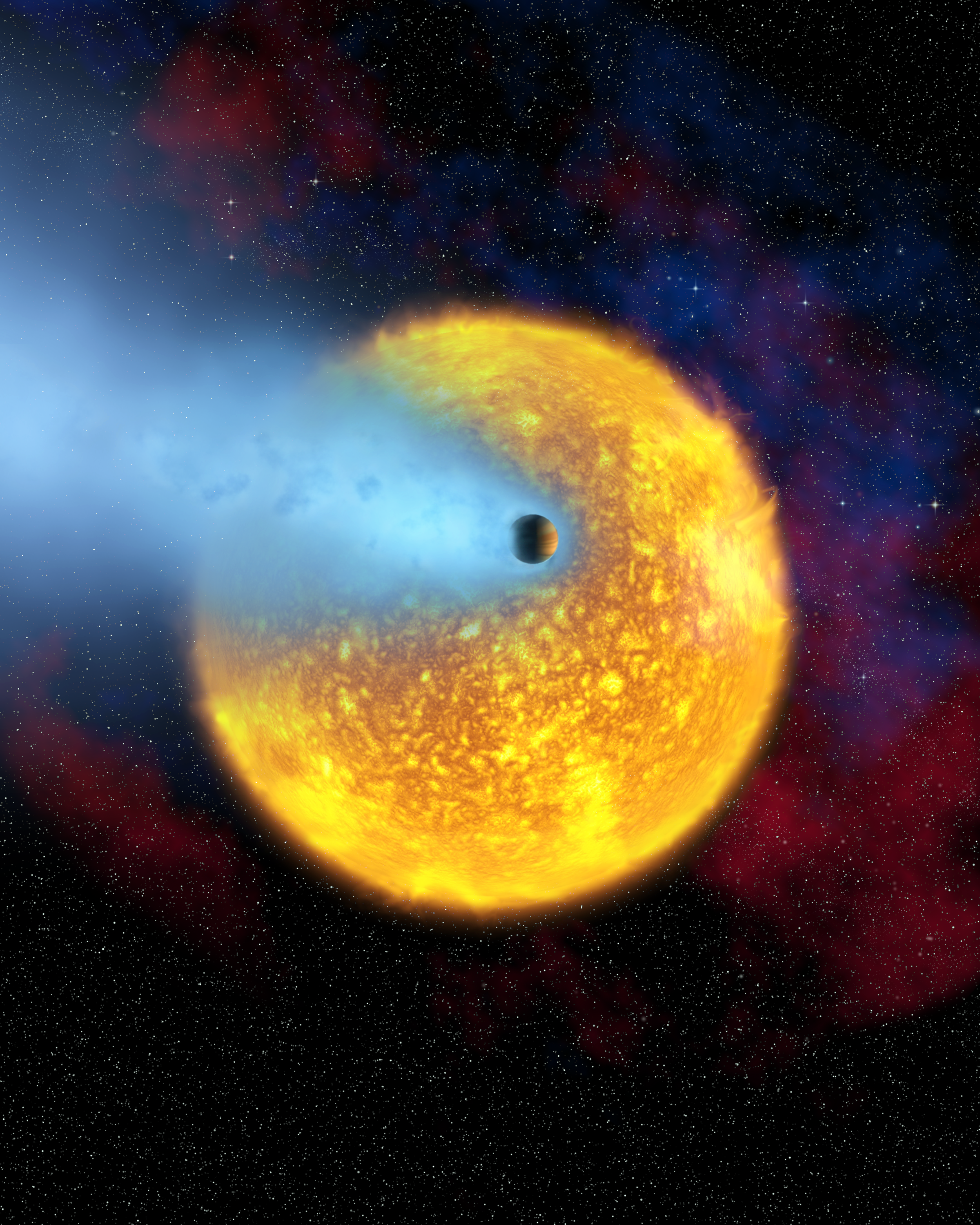
Immagine artistica del pianeta mentre transita davanti alla stella madre; si noti la coda di gas che si diparte dal pianeta.

### Osservazione spettrale
Il 21 febbraio 2007 la NASA ha rilasciato la notizia, pubblicata anche sulla rinomata rivista Nature, dell'osservazione diretta dello spettro del pianeta, assieme a quello di HD 189733 Ab; questa notizia indusse molti scienziati a ritenere questa tecnica un possibile metodo per individuare la presenza di forme di vita extraterrestri non senzienti sulla base delle modificazioni di carattere chimico che esse indurrebbero sull'atmosfera del pianeta.
Un gruppo di ricercatori capitanati da Jeremy Richardson del Goddard Space Flight Center della NASA misurò l'emissione atmosferica nella banda compresa tra 7,5 e 13,2 μm; gli esiti delle misurazioni non hanno per certi aspetti confermato le aspettative teoriche. Si prevedeva originariamente che lo spettro mostrasse un picco alla lunghezza d'onda di 10 μm, il che avrebbe indicato la presenza di vapore acqueo nell'atmosfera; tuttavia questo picco non è stato rintracciato, probabilmente a causa delle scarse quantità di vapore acqueo individuate poi due mesi dopo. Inoltre è stato notato un picco non previsto a 9,65 µm, che i ricercatori hanno attribuito alle nubi di polveri e silicati, fenomeno precedentemente non osservato. Un ulteriore picco imprevisto è stato rintracciato a 7,78 μm, ma gli studiosi non sono riusciti ad individuarne la causa. Una squadra indipendente, capitanata da Mark Swain del Jet Propulsion Laboratory, ha pubblicato i suoi dati in contemporanea con quelli di Richardson e colleghi, giungendo alle medesime conclusioni dell'altro gruppo.

## Parametri fisici
| HD 209458 b                                        | Giove |
| -------------------------------------------------- | ----- |
|                                                    |       |
| Raffronto tra le dimensioni di HD 209458 b e Giove |       |

Le analisi spettroscopiche hanno mostrato che il pianeta ha una massa 0,69 volte quella di Giove. La frequenza dei transiti ha permesso agli astronomi di misurare anche il raggio del pianeta, cosa mai accaduta in precedenza per qualunque altro pianeta extrasolare scoperto.
L'alta vicinanza alla stella madre fa sì che il pianeta abbia un'altissima insolazione, all'origine dell'elevata temperatura atmosferica quantificata in circa 750 °C (1 020 K); queste caratteristiche rendono HD 209458 b un tipico pianeta gioviano caldo (hot Jupiter). Alla luce delle leggi dei gas, si ipotizza che i pianeti gioviani caldi particolarmente vicini alla loro stella abbiano, a causa dell'intenso riscaldamento dell'atmosfera esterna, delle dimensioni superiori a quelle che avrebbero se si trovassero ad una distanza maggiore dalla stella: si è visto infatti che HD 209458 b, nonostante abbia una massa inferiore a quella di Giove, possiede un raggio più ampio, che grazie ai transiti è stato possibile misurare in 1,35 raggi gioviani (RJ) . Inoltre il riscaldamento imputabile alle forze di marea, con il contributo dell'eccentricità dell'orbita, avrebbe giocato un ruolo importante nel plasmare il pianeta nel corso dei miliardi di anni trascorsi.
Si ritiene che, a causa sempre delle forze mareali, il pianeta presenti una rotazione sincrona, ovvero la durata di un giorno su HD 209458b sarebbe identica al periodo orbitale; il pianeta dunque rivolgerebbe alla stella sempre la medesima porzione di superficie, come la Luna alla Terra. Questo fenomeno sarebbe all'origine di un'enorme differenza di riscaldamento sulla superficie del pianeta, causa dei violentissimi venti individuati dalla Terra. Mediante lo studio dell'effetto Rossiter-McLaughlin, dovuto al transito del pianeta davanti alla sua stella, si è potuto misurare un angolo tra il momento angolare orbitale (normale all'orbita planetaria) e l'asse di rotazione della stella pari −4,4°±1,4°; questo angolo non è però l'angolo totale di disallineamento tra i due assi, ma solo la sua proiezione sul piano ortogonale alla congiungente tra l'osservatore ed il sistema. Si può dunque stimare che l'angolo di disallineamento del sistema sia maggiore o uguale a −4,4°±1,4°.

## Atmosfera

### Esosfera
Il 27 novembre 2001 il telescopio spaziale Hubble (HST) ha rilevato nell'esosfera del pianeta tracce di sodio; si tratta della prima determinazione della composizione chimica dell'atmosfera di un esopianeta. Le analisi hanno mostrato che la parte centrale della linea del sodio è correlata con pressioni che vanno da 50 millibar a un microbar, e che la quantità complessiva dell'elemento risulta essere circa un terzo della sua quantità su HD 189733 Ab.

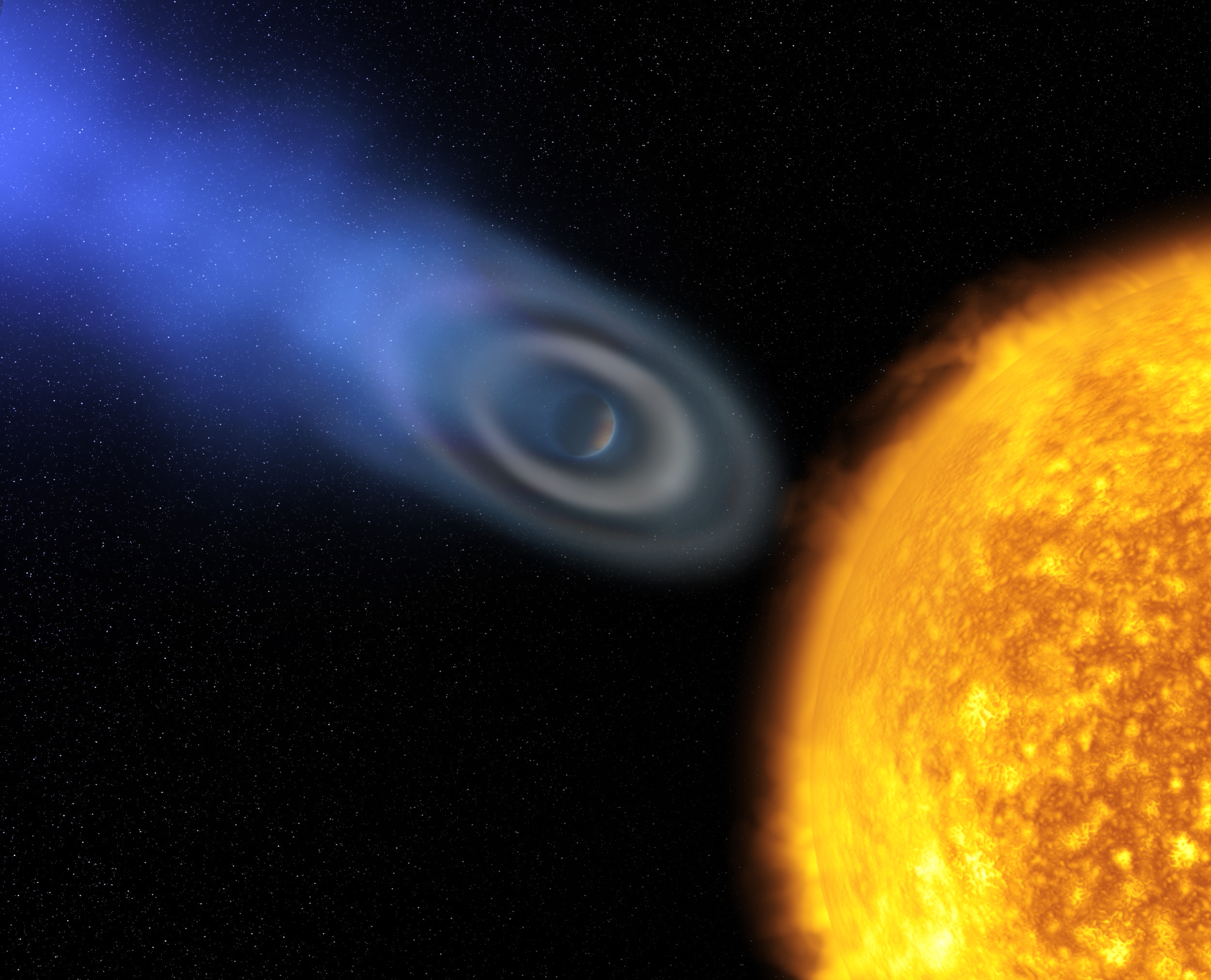
Rappresentazione artistica di HD 209458 b che mostra l'inviluppo di carbonio e ossigeno e la coda di idrogeno che si diparte dal pianeta.

Nel 2003–2004 gli astronomi, servendosi dello spettrografo dell'HST, hanno scoperto intorno al pianeta un vasto inviluppo ellissoidale, costituito da carbonio, idrogeno ed ossigeno, che raggiunge temperature dell'ordine dei 10000 K. Questa temperatura, stando alla distribuzione maxwelliana della velocità delle particelle, fa sì che gli atomi, in virtù della loro agitazione termica, si muovano a velocità superiori alla velocità di fuga dal pianeta, dando luogo ad una coda di gas, in particolare idrogeno, che si diparte dal pianeta in direzione opposta alla stella, raggiungendo una lunghezza di circa 200000 km, quasi equivalente al suo diametro. Si stima che il pianeta perda 1−5×108 kg di idrogeno al secondo. L'analisi della luce stellare che attraversa l'inviluppo mostra che i più pesanti atomi di carbonio ed ossigeno sono espulsi dalla grande resistenza idrodinamica causata dall'evaporazione dell'atmosfera di idrogeno.
Si pensa che questo tipo di perdita atmosferica sia comune a tutti i pianeti che orbitano molto vicino (circa 0,1 au) a stelle simili al Sole. È probabile che l'atmosfera di HD 209458 b non evaporerà per intero; si ritiene che il pianeta possa aver perso appena il 7% della sua massa totale durante la sua vita, stimata di 5 miliardi di anni. Inoltre, è possibile che il campo magnetico del pianeta possa esercitare un'azione protettiva nei confronti di un'eccessiva perdita di massa, dal momento che mentre l'esosfera viene ionizzata dalla stella, le linee di campo tratterrebbero gli ioni prevenendone la perdita.

### Stratosfera e sommità delle nubi
I rilievi altimetrici dell'atmosfera planetaria hanno mostrato che il livello zero, ovvero il punto in cui la pressione raggiunge il valore di 1 bar, è situato ad 1,29 rJ dal centro del pianeta, mentre l'atmosfera si presenta chiara (probabilmente a causa delle alte abbondanze di idrogeno) nel punto in cui la pressione raggiunge i 33±5 millibar e risulta già misurabile lo scattering Rayleigh; qui la temperatura raggiunge i 2200±260 K.
Le osservazioni condotte dal telescopio spaziale MOST hanno inizialmente limitato l'albedo del pianeta ad un valore inferiore al 30% (con un'albedo geometrica di 3,8%±4,5%), il che lo avrebbe reso un oggetto straordinariamente scuro; per raffronto, Giove possiede un'albedo molto più elevata, pari al 52%. Questo valore ha portato a ritenere che lo strato più alto di nubi di HD 209458 b sia costituito da materiale meno riflettente rispetto all'ammoniaca delle nubi gioviane. I modelli sviluppati hanno mostrato che tra la sommità dell'atmosfera ed il gas caldo ad alta pressione che circonda il mantello esiste una stratosfera di gas a temperatura intermedia; questo implicherebbe l'esistenza di un guscio esterno di nubi calde ed opache, con una discreta abbondanza di ossidi di vanadio e titanio (come accade nelle stelle di classe M V), anche se non si esclude l'esistenza di altri composti più complessi, come le toline. Sulla parte superiore della stratosfera si trova lo strato di idrogeno caldo responsabile dello scattering di Rayleigh, mentre al di sopra di esso si trova la porzione assorbente dello strato nuvoloso, soggetta ad una pressione di 25 millibar.
Le quantità di CO misurate nell'atmosfera di HD 209458 b sono paragonabili con quelle contenute su Giove e Saturno, segno che questi pianeti condividono le medesime modalità di formazione pur essendo successivamente andati incontro a destini differenti.

### Presenza di vapore acqueo

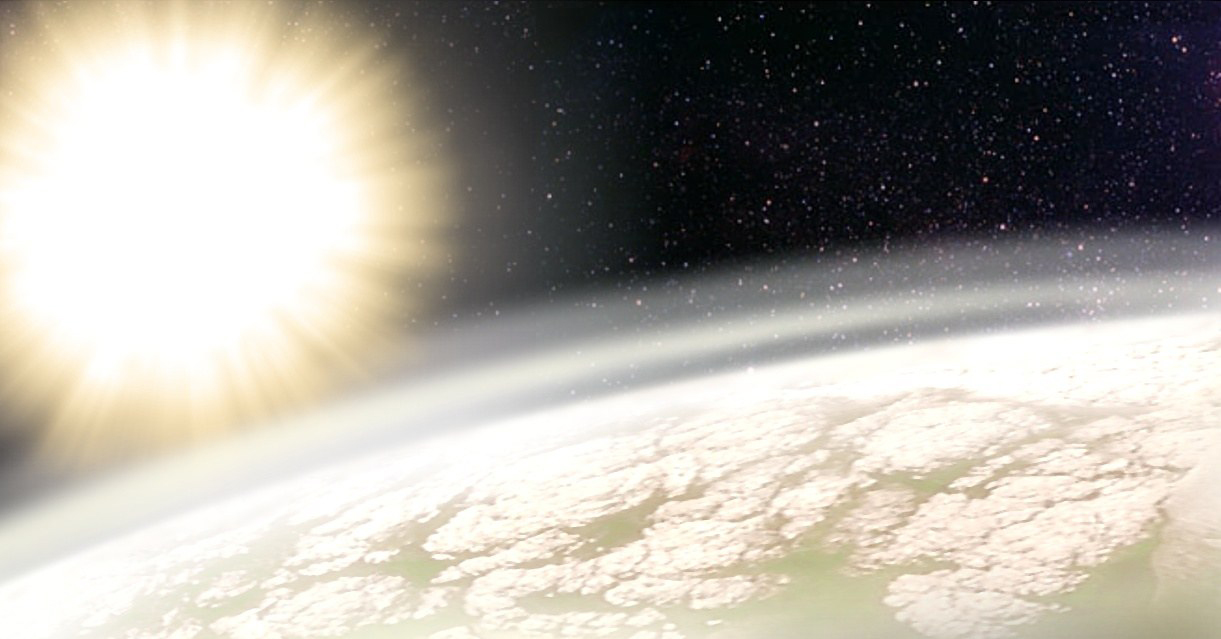
Rappresentazione artistica del pianeta.

Il 10 aprile 2007 Travis Barman, del Lowell Observatory, ha annunciato la probabile esistenza di tracce di vapore acqueo nell'atmosfera del pianeta extrasolare. Utilizzando una combinazione di misurazioni precedentemente ottenute dal telescopio Hubble e dei nuovi modelli teorici sviluppati nel febbraio dello stesso anno, Barman ha rintracciato degli indizi della presenza delle linee di assorbimento dell'acqua nell'atmosfera del pianeta.
Secondo l'esito di diversi studi, le linee di assorbimento dell'acqua nell'atmosfera di questo genere di esopianeti appaiono molto marcate nell'infrarosso piuttosto che nel visibile. Barman, studiando i dati ricavati dal telescopio Hubble, li applicò al modello teorico sviluppato e identificò l'assorbimento dell'acqua nell'atmosfera planetaria.
Il 24 aprile l'astronomo David Charbonneau, che era stato a capo del gruppo che aveva condotto le misurazioni col telescopio Hubble, ha però messo in guardia sul fatto che degli artefatti del telescopio possano aver introdotto delle variazioni che hanno fatto sì che il modello teorico contemplasse la presenza di vapor acqueo nel pianeta. L'astronomo sperava che ogni dubbio sarebbe stato fugato nei mesi successivi.
Il 20 ottobre 2009 la presenza di vapore acqueo, diossido di carbonio e metano nell'atmosfera del pianeta è stata confermata dai ricercatori del Jet Propulsion Laboratory della NASA.
Con lo spettrografo Giano-B del Telescopio Nazionale Galileo è stata rilevata la presenza di acqua, monossido di carbonio, acido cianidrico, metano, ammoniaca e acetilene. La presenza di diverse molecole contenenti del carbonio indicherebbe un'atmosfera più ricca di carbonio, che di ossigeno, suggerendo che il pianeta si sia formato al di là della linea di condensazione dell'acqua. In confronto con il Sistema Solare potrebbe essersi formato tra le orbite di Giove e di Saturno, per poi migrare nella posizione attuale. Questo fatto testimonierebbe l'ipotesi che i gioviani caldi si siano formati più lontani dalla loro stella.

### Venti ad alta velocità e tempeste
Le osservazioni della regione atmosferica prospiciente al terminatore, effettuate in occasione di alcuni transiti da un gruppo di ricerca tramite il Very Large Telescope (VLT) dell'ESO e lo spettrografo CRIRES, ha permesso di individuare la presenza nel pianeta di intensi venti carichi di monossido di carbonio (CO): si è visto infatti che le linee di assorbimento del CO subiscono uno spostamento verso il blu che si discosta dai valori di spostamento delle linee spettrali attribuibili alla velocità spaziale del sistema. Questo spostamento verso il blu è stato interpretato come indice della presenza di un flusso di gas dal lato diurno al lato notturno dell'atmosfera planetaria a pressioni comprese tra 0,01 e 0,1 millibar; tali venti sono il risultato del vasto gradiente termico generato dall'imponente radiazione stellare incidente sulla superficie illuminata del pianeta, che fa raggiungere ai venti velocità comprese tra 5 000 e 10000 km/h. Le simulazioni tridimensionali della circolazione atmosferica hanno mostrato che a basse pressioni (<10 mbar) gli spostamenti d'aria dalla zona illuminata alla zona in ombra avvengono sia attraverso i poli sia lungo l'equatore.